# Dealu Frumos, Dâmbovița
Dealu Frumos (în trecut, Valea Țâței) este un sat în comuna Pietroșița din județul Dâmbovița, Muntenia, România.

## Amplasare
Satul Dealu Frumos se află la 5 km vest de satul Pietroșița, reședința comunei, el fiind legat și de satul Runcu (dintr-o comună vecină) printr-un drum rutier comunal asfaltat.

### Orașe apropiate
- București, la 114 km sud-est
- Pitești, la 103 km vest
- Ploiești, la 84 km sud-est
- Pucioasa, la 18 km sud
- Sinaia, la 32 km nord-est
- Fieni, la 10 km sud

## Istoric
Satul este o dovadă că această regiune era locuită încă din neolitic, dovada fiind tezaurul dacic din piese de aur, din epoca tarzie a bronzului, descoperit in anul 1964, pe islazul satului si care se afla la Muzeul de Istorie din București, in sala "Tezaur". 
În cartierul Valea Țâței s-au găsit urme ale unei așezări din sec. I-IV peste care este suprapusă alta protoromână din sec. VI-X. Peste acestea, s-a format o așezare rurală în sec. XI, din care s-a dezvoltat satul medieval.
Prima atestare documentară scrisă a satului datează din anul 1774 când Divanul Țării Românești dă ordin ispravnicilor județului Dâmbovița sa oblige pe locuitorii de pe moșia Pietrosita sa facă claca și sa plătească dijma cuvenita. 
Denumirea satului Dealu Frumos apare pentru prima oara în documente scrise în anul 1774. Se presupune ca satul si-ar fi luat denumirea de la imbinarea mirifica a padurii cu colinele inverzite atunci cand Radu cel Frumos le-a vazut, de la numele sau si colinele inverzite ajungand sa se denumeasca astfel.

## Obiceiuri și tradiții
Ocupația de baza a locuitorilor este agricultura, creșterea animalelor, turismul rural, comercializarea de cereale, țuica și animale. Principalele produse agricole care se obțin de locuitorii comunei sunt fructele pomicole, fructele de pădure,  dar și produse lactate.